# Piotr Trochowski
Piotr Trochowski (nascut el 22 de març de 1984 en Tczew, Polònia) és un futbolista alemany-polonès que jugava en la posició de volant.

## Joventut
Trochowski nasqué a Tczew, Voivodat de Pomerània en la República Popular de Polònia. La família, amb el pare Wiesław i la mare Alicja, marxà a Hamburg quan Piotr tenia 5 anys.

## Carrera esportiva
Sent un xiquet de 9 anys, Trochowski començà la seva carrera futbolística al Billsted Horn, i després va jugar en el SC Concordia Hamburg i en el St. Pauli, en Hamburg. En 1999, va ser transferit al FC Bayern de Múnic, començant en el seu equip junior i més tard progressant a l'equip amateur. Amb tot, se frustrà pel poc temps que podia jugar.
En gener del 2005, se traslladà de nou a Hamburg per jugar pel Hamburger SV. El mànager de l'equip Thomas Doll li donà una oportunitat i Trochowski va provar la seua vàlua. En dues temporades, va arribar a formar part de l'alineació inicial de l'equip, marcant cinc gols (incloent un (i una passada de gol) contra el seu equip de formació el Bayern de Múnic, el 24 de setembre del 2005 en un victòria casolana amb el resultat de 2-0) en la seua primera temporada completa a l'Hamburg i arribant així a la Lliga de Campions de la UEFA.

## Internacional
Ha representat a Alemanya en el Campionat Sub-20 de la FIFA realitzat en el 2003.
Ha jugat 31 vegades per a la selecció de futbol d'Alemanya i ha marcat 2 gols.
Un any després de passar a l'Hamburg Joachim Löw, entrenador de la selecció major d'Alemanya el va convocar per primera vegada, fent el seu debut el 7 d'octubre de 2006 en un amistós contra Geòrgia.
Després de jugar sis partits en les Clasificatories per a l'Euro 2008, va ser convocat per a jugar en l'equip Alemany de l'Eurocopa 2008.

### Participacions en Copes del Món
| Mundial                        | Seu        | Resultat |
| ------------------------------ | ---------- | -------- |
| Copa Mundial de Futbol de 2010 | Sud-àfrica |          |